# Vígľaš
Vígľaš (Hongaars: Végles) is een Slowaakse gemeente in de regio Banská Bystrica, en maakt deel uit van het district Detva.
Vígľaš telt 1.692 inwoners.
Detva · Detvianska Huta · Dúbravy · Horný Tisovník · Hriňová · Klokoč · Korytárky · Kriváň · Látky · Podkriváň · Slatinské Lazy · Stará Huta · Stožok · Vígľaš · Vígľašská Huta-Kalinka